# Лејк Луиз (Алберта)
Лејк Луиз (енгл. Lake Louise) је насељено место у Канади, покрајина Алберта. Назив је добио по оближњем језеру Луиз, које је име добило по принцези Луиз Каролин Алберти (1848–1939), четвртој ћерки краљице Викторије и жени Џона Кембела, деветог војводе од Аргајла, гувернера Канаде од 1878. до 1883. Провинција Алберта је такође добила име по принцези Луиз.